# بخش ویژه (فیلم ۱۹۷۵)
بخش ویژه (انگلیسی: Section spéciale) فیلمی در ژانر درام به کارگردانی کوستا گاوراس است که در سال ۱۹۷۵ منتشر شد. از بازیگران آن می‌توان به لوئی سنیه، مایکل لونزدل و کلود پیپلو اشاره کرد.

## داستان
در فرانسه در زمان اشغال، یک افسر جوان نیروی دریایی آلمان در پاریس توسط گروهی از فعالان چپ کشته شد. دولت مطیع ویشی برای جلب رضایت آلمانی‌ها تصمیم می‌گیرد که در دادگاهی ویژه شش نفر را محکوم به اعدام کند. 